# Leptochilus hina
Leptochilus hina är en stekelart som först beskrevs av Dover 1925.  Leptochilus hina ingår i släktet Leptochilus och familjen Eumenidae. Inga underarter finns listade i Catalogue of Life.